# Micheldorf
Micheldorf (tiếng Slovene: Mihaelova vas) là một đô thị thuộc huyện Sankt Veit an der Glan trong bang Kärnten, nước Áo. Đô thị Micheldorf có diện tích 16,99 km², dân số thời điểm năm 2005 là 1143 người. Đô thị này gồm Katastralgemeinden Micheldorf và Lorenzenberg.

## Đô thị kết nghĩa
- Micheldorf in Oberösterreich, Áo từ năm 2002
- Villesse, Ý từ năm 2003